# Intervention (Film)
Intervention (Arbeitstitel: Funny Farm) ist ein britisches Filmdrama aus dem Jahr 2007. Regie führte Mary McGuckian, die auch das Drehbuch schrieb und den Film mitproduzierte.

## Handlung
Die Handlung spielt in einer Entzugsklinik in New Mexico, die Prominente als ihre Zielgruppe hat. Sie wird von den Eheleuten Kelly und Bill geleitet. Eine Gruppe unterschiedlicher Menschen wird dort für vier Wochen eingeliefert und therapiert. Dazu gehören der in der Pornobranche tätige drogensüchtige Mark wie auch der Comedian Joe, der ein Alkoholproblem hat. Die drogenabhängige Sarah trat früher als Model auf. Die Patienten werden von ihren Familien besucht, mit den sie ein gemeinsames Wochenende verbringen.

## Auszeichnungen
Jennifer Tilly und Mary McGuckian erhielten im Jahr 2007 Preise des San Diego Film Festivals.

## Hintergründe
Der Film ist zweiter Teil einer Trilogie, die mit Rag Tale (2005) begann. Er thematisiere nach einer Aussage der Autoren die Nutzung und den Missbrauch der Autorität. Ferner wird der Wandel der Auffassung der moralischen Werte angesprochen.
Der Film wurde in London und in New Mexico gedreht. Nach der Weltpremiere in Großbritannien im Jahr 2007 wurde er am 8. August 2007 auf dem Rhode Island International Film Festival gezeigt, dem am 17. November 2007 das spanische Ourense International Film Festival folgte.